# Colletes daviesanus
Colletes daviesanus là một loài Hymenoptera trong họ Colletidae. Loài này được Smith mô tả khoa học năm 1846.

## Hình ảnh

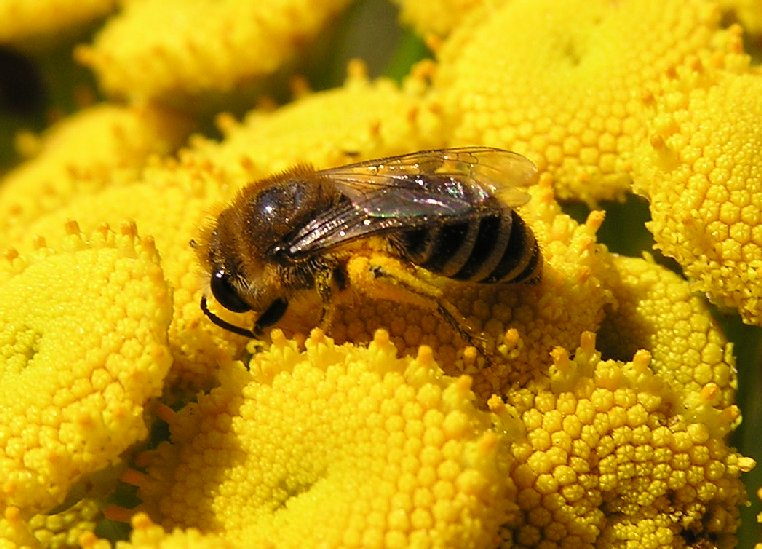
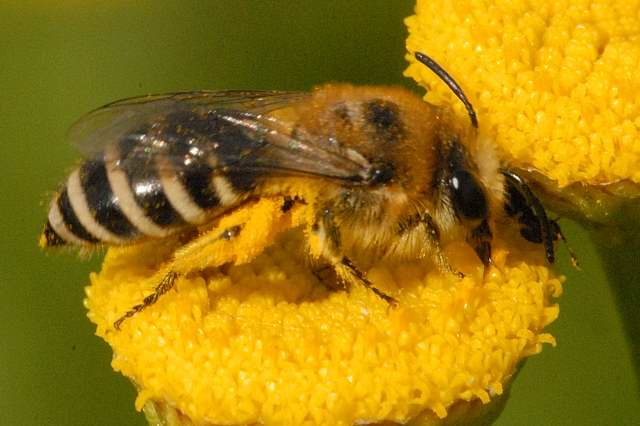
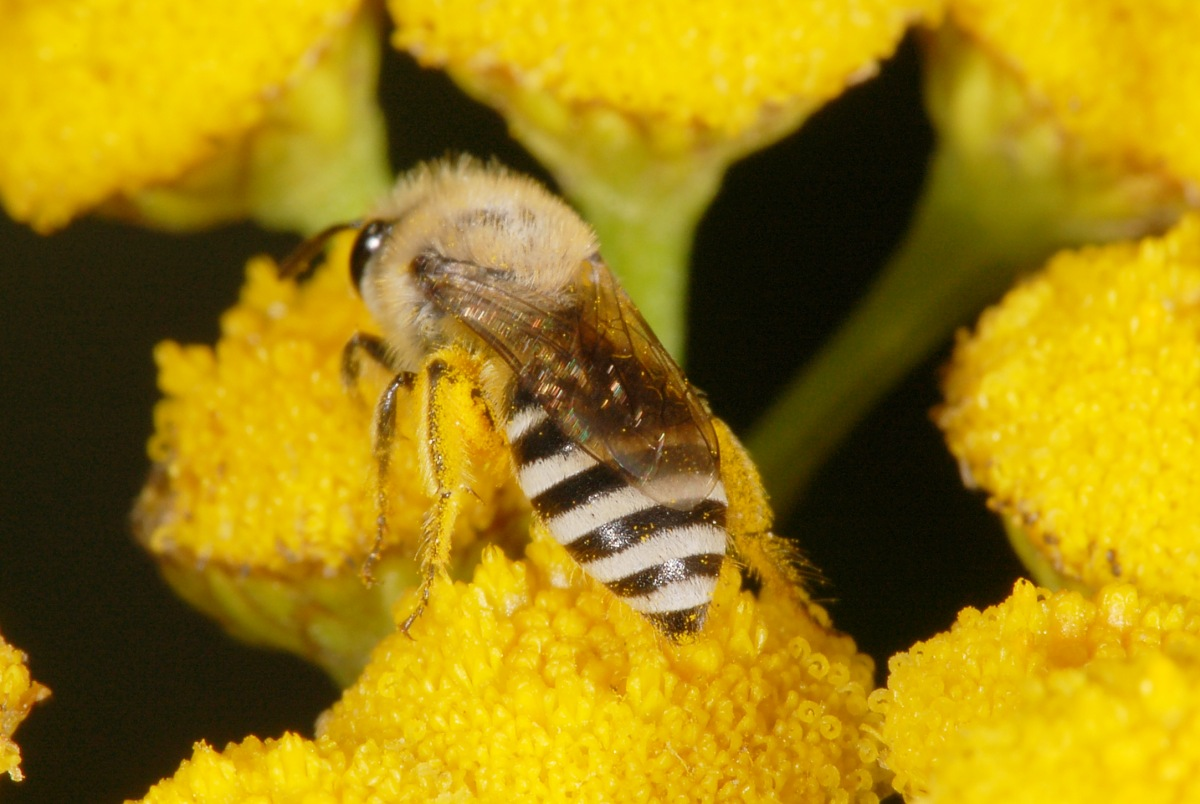
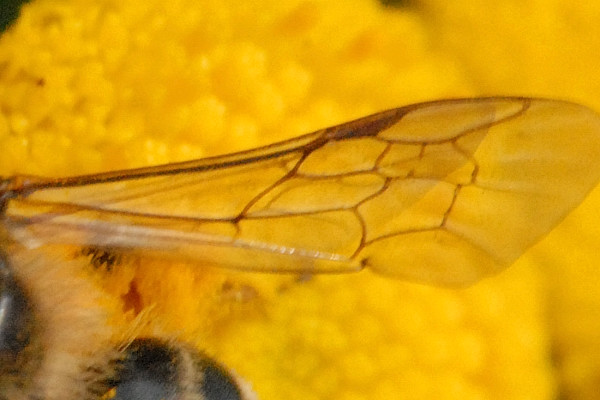